# ماساشی اوتانی
ماساشی اوتانی (انگلیسی: Masashi Otani؛ زادهٔ ۱۷ آوریل ۱۹۸۳) بازیکن فوتبال اهل ژاپن است.
از باشگاه‌هایی که در آن بازی کرده‌است می‌توان به باشگاه فوتبال کاشیما آنتلرز و باشگاه فوتبال آلبیرکس نیگاتا اشاره کرد.